# 무진장여객
무진장여객(茂鎭長旅客)은 전북특별자치도 무주·진안·장수군의 농어촌버스 회사이며, 본사는 전북특별자치도 진안군 진안읍 마이산로 41 (군하리)에 있다.

## 보유 차량
- 자일대우버스 - NEW BS106, 레스타
- 현대자동차 - E-카운티, 그린시티, 일렉시티 타운

## 같이 보기
- 전북고속